# Kungälvs Tennisklubb
Kungälvs tennisklubb är en tennisklubb i Kungälv, bildad 1922. Klubben har idag egen tennishall i centrala Kungälv samt en fastighet i Fontin med klubbhus och fyra utebanor. Klubben arrangerar årligen Kungälvsspelen där tennisspelare från hela regionen deltar. 
Hösten 2010 etablerade man en ny turnering Ballerina Open i samarbete med Göteborgs Kex och Kungälv Energi AB. Tävlingen pågick under 10 dagar och 190 spelare deltog.